# NGC 831
NGC 831 ist eine Balken-Spiralgalaxie vom Hubble-Typ SBbc im Sternbild Walfisch des südlich des Himmelsäquators. Sie ist schätzungsweise 324 Millionen Lichtjahre von der Milchstraße entfernt und hat einen Durchmesser von etwa 35.000 Lj.
Im selben Himmelsareal befinden sich u. a. die Galaxien NGC 825, NGC 844, IC 208.
Das Objekt wurde am 18. November 1863 von dem Astronomen Albert Marth  mithilfe eines 48-Zoll-Teleskops entdeckt.